# Старк (тауншип, Миннесота)
Старк (англ. Stark) — тауншип в округе Браун, Миннесота, США. На 2000 год его население составило 384 человека.

## География
По данным Бюро переписи населения США площадь тауншипа составляет 93,6 км², из которых 92,2 км² занимает суша, а 1,4 км² — вода (1,50 %).

## Демография
По данным переписи населения 2000 года здесь находились 384 человека, 137 домохозяйств и 102 семьи.  Плотность населения —  4,2 чел./км².  На территории тауншипа расположено 140 построек со средней плотностью 1,5 построек на один квадратный километр. Расовый состав населения: 98,44 % белых, 0,26 % афроамериканцев, 1,30 % — других рас США. Испанцы или латиноамериканцы любой расы составляли 1,30 % от популяции тауншипа.
Из 137 домохозяйств в 40,1 % воспитывались дети до 18 лет, в 66,4 % проживали супружеские пары, в 1,5 % проживали незамужние женщины и в 25,5 % домохозяйств проживали несемейные люди. 24,1 % домохозяйств состояли из одного человека, при том 12,4 % из — одиноких пожилых людей старше 65 лет. Средний размер домохозяйства — 2,80, а семьи — 3,35 человека.
32,0 % населения — младше 18 лет, 5,2 % — в возрасте от 18 до 24 лет, 28,6 % — от 25 до 44, 21,4 % — от 45 до 64, и 12,8 % — старше 65 лет. Средний возраст — 36 лет. На каждые 100 женщин приходилось 108,7 мужчин.  На каждые 100 женщин старше 18 приходилось 119,3 мужчин.
Средний годовой доход домохозяйства составлял 36 705 долларов, а средний годовой доход семьи —  41 667 долларов. Средний доход мужчин —  30 417  долларов, в то время как у женщин — 26 375. Доход на душу населения составил 14 716 долларов. За чертой бедности находились 10,7 % семей и 8,3 % всего населения тауншипа, из которых 9,6 % младше 18 лет.